# Македонски преглед
 Тази статия е за списанието на Македонския научен институт.  За политическото списание, излизало от 1905 до 1927, вижте Македоно-одрински преглед.  
„Македонски преглед“ е българско тримесечно научно списание, издавано от Македонския научен институт от 1924 година.

## История
Излиза в София от 1924 до 1943 година с прекъсване през 1937 година. Редактор-основател на списанието е Георги Баждаров, а от брой 3 до годишнина Х (1925 – 1936) редактор на „Македонски преглед“ е професор Любомир Милетич. Сътрудници на изданието са около 120 души български учени, между които професорите Васил Златарски, Анастас Иширков, Михаил Арнаудов, Стефан Младенов, Йордан Иванов, Иван Шишманов, Иван Георгов, Александър Балабанов, Стоян Романски, Кирил Мирчев, Иван Снегаров, Петър Ников, Петър Мутафчиев, Жеко Радев, Беньо Цонев, Никола Благоев, Веселин Бешевлиев, Георги П. Генов, Борис Йоцов, Владислав Алексиев, Павел Орешков, Юрдан Трифонов, Велчо Велчев, Иван Пенаков, Христо Вакарелски, Кирил Мирчев, Иван Дуйчев, Панчо Дорев, Димитър П. Димитров, Стойчо Стойков, Никола Мавродинов, Петър Динеков, Иван Стойчев, Димитър Крънджалов и други, както и чуждестранни учени слависти като Николай Державин, Михаил Сперански, Михаил Попруженко, Афанасий Селишчев, Леон Ламуш, Геза Фехер и други.
Основната задача на списанието е:
| „ | да спомага за проучването на езика, историята, етнографията и стопанския живот на Македония и да изнася материали по освободителните борби на македонските българи и да изготви една системна и подробна история за тях. (Член 1 от Устава на Македонския научен институт | “ |

„Македонски преглед“ публикува статии, исторически материали, изследвания върху археологията на Македония, народни песни, приказки, легенди, географски описания, материали за развитието на стопанския живот, просветното дело, за историята на църковни и културни паметници. Помества очерци и спомени за революционни и други дейци на националноосвободителното движение, отзиви за книги, рецензии, вести и други. Печатат се статии на руски и френски език.
От 10 юли 1945 година на мястото на „Македонски преглед“ започва да излиза списание „Македонска мисъл“ с главен редактор Йордан Анастасов и помощници Павел Делирадев и Димитър Томчев.
| Годишнина | Броеве | Дата        |
| --------- | ------ | ----------- |
| I         | 1 – 6  | 1924 – 1925 |
| II        | 1 – 4  | 1926        |
| III       | 1 – 4  | 1927        |
| IV        | 1 – 4  | 1928        |
| V         | 1 – 4  | 1929        |
| VI        | 1 – 4  | 1930 – 1931 |
| VII       | 1 – 4  | 1931 – 1932 |
| VIII      | 1 – 4  | 1932 – 1933 |
| IХ        | 1 – 4  | 1933 – 1935 |
| Х         | 1 – 4  | 1936        |
| ХI        | 1 – 4  | 1938 – 1939 |
| ХII       | 1 – 4  | 1940 – 1941 |
| ХIII      | 1 – 4  | 1942 – 1943 |

Първото му подзаглавие е Списание за наука, литература и културен живот, а от брой 3 – Списание за наука, литература и обществен живот.
След възстановяването на Македонския научен институт през 1991 година е възобновено издаването на списанието. Характерът и целите му са приемствени, но са съобразени с новите обществено-политически условия. 